# 清代蒙古
清代蒙古囊括了現今蒙古族居住的絕大部分地區。自努爾哈赤建立後金起，就與附近的蒙古諸部會盟、聯姻。天命九年（1624年），蒙古科爾沁部首先成為後金的藩屬。“本朝龍興，蒙古科爾沁部率先歸附，及既滅察哈爾，諸部相繼來降。於是正其疆界，悉遵約束。有大征伐，並帥師以從。及定鼎後，錫以爵祿，俾得世及。每歲朝貢以時，奔走率職惟謹，設理藩院以統之。”至乾隆三十六年（1771年），渥巴錫率土爾扈特部內附，蒙古除布里雅特、卡爾梅克由俄罗斯帝国統治，其餘各部均納入清朝版圖，乾隆帝作詩曰：“從今蒙古類，無一不王臣。”
清代蒙古分為八旗蒙古、內屬蒙古與外藩蒙古，實行盟旗制與札薩克制。八旗蒙古於天聰九年（1635年）從八旗滿洲中分出，是與八旗滿洲、八旗漢軍性質相同的軍事組織。此後建旗、划界，旗逐渐成为整個蒙古地區的社会组织方式，旗亦演变成至今仍在使用的行政單位。內屬蒙古各旗由朝廷任命官員治理，與內地的州、縣無異。外藩蒙古各旗則由當地的世襲札薩克管理，處於半自治狀態。在外藩蒙古，以若干旗合為一盟，設正、副盟長，掌管會盟事宜，並對各旗札薩克進行監管。在中央，則由理藩院統管蒙古事務。
外藩蒙古又按其歸附清朝的先後分為內札薩克蒙古與外札薩克蒙古。內札薩克蒙古即內蒙古，於天命至康熙初年陸續歸附清朝，並隨清軍征伐各地，“多從龍功臣”，不但政治地位較高，還保留了一定的兵權。康熙中期以後歸附的各部稱為外札薩克，雖然也享有較高的封爵，但其兵權統歸當地的將軍、都統、駐紮大臣（西套蒙古二旗除外）。外札薩克蒙古中的喀爾喀四部後來成為外蒙古，有时也包括科布多等地。

## 清朝對蒙古各部的征服

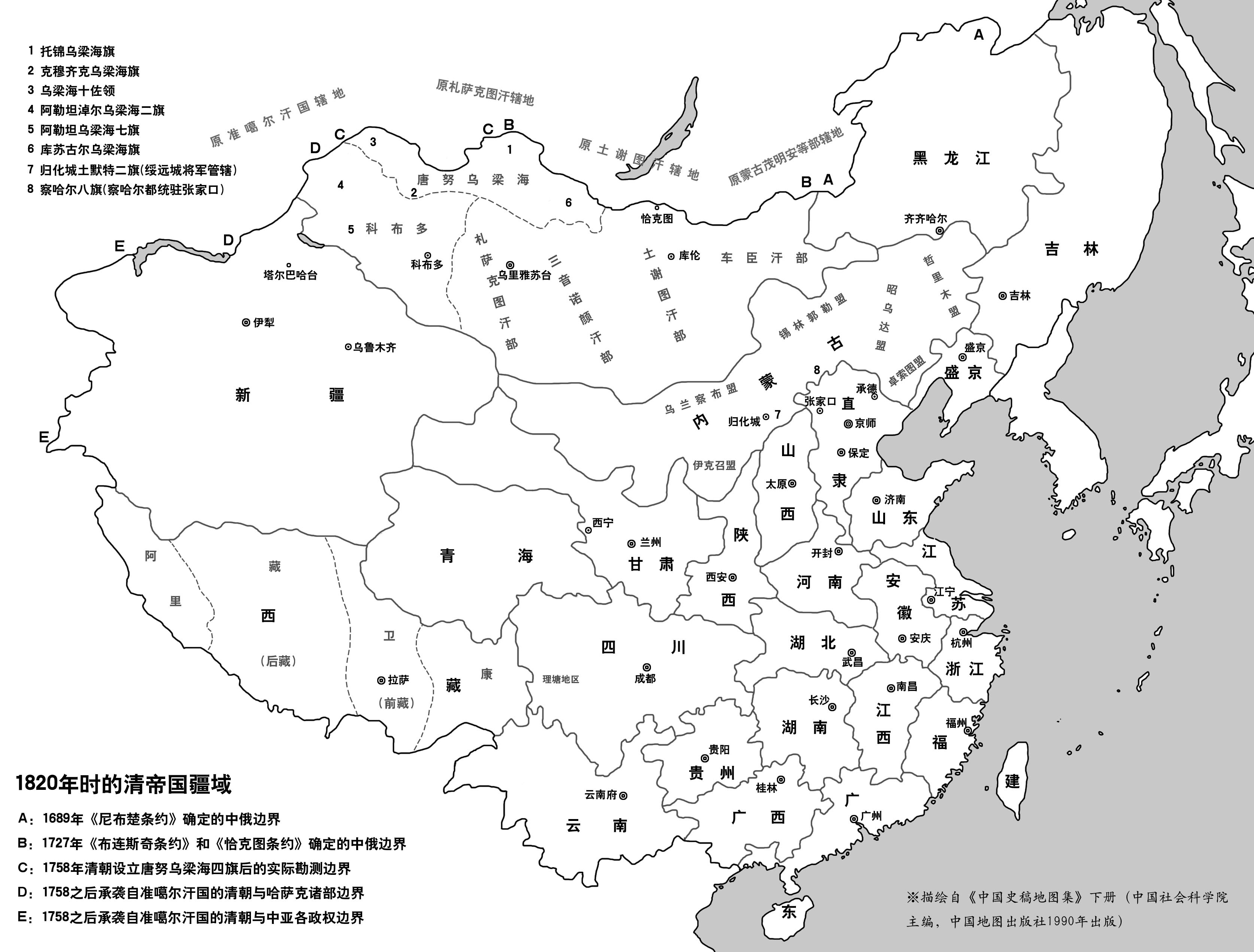
嘉慶二十五年（1820年）的清朝版圖

### 征服察哈爾
明代末期，蒙古分裂為數十個部落，其中以察哈爾部最強。察哈爾部的林丹汗繼位後，控制了大漠南北的多個部落，實際上成為蒙古各部的盟主。而與女真人臨近的科爾沁、喀爾喀等部，已時常捲入建州女真與其他各部女真的戰爭。萬曆二十一年（1593年），科爾沁部台吉明安等人與女真葉赫、烏拉、輝發等部聯合入侵建州，被努爾哈赤擊敗。次年，明安遣使與努爾哈赤通好。萬曆四十年（1612年），努爾哈赤娶明安之女為妃。之後，科爾沁、扎魯特等部多次與努爾哈赤家族聯姻。开启了近三百年的满蒙联姻。
萬曆四十四年（1616年）努爾哈赤統一女真各部，建立後金，使蒙古各部感到威脅。於是林丹汗與明朝結盟，联手遏制努尔哈赤的扩张。努爾哈赤则利用各部落、氏族之间的矛盾，采取招撫、利誘、通婚、脅迫等手段，以分化蒙古各部，孤立林丹汗。天命四年（1619年），後金在遼河大敗喀爾喀蒙古軍，俘獲喀爾喀、扎魯特的多位頭領以及明安之子桑噶爾。次年，後金將扎魯特部頭領色本釋放，並讓色本立誓：“若不感恩圖報，殃及臣身。”天命六年（1621年），后金攻克明军驻守的沈阳，进而攻打辽阳。喀爾喀部乘機偷襲沈陽，試圖營救被俘的齋桑諾顏，但被後金擊敗。於是喀爾喀部以人質、牲畜贖回齋桑。不久，喀爾喀部台吉古爾布什、莽古勒等率六百户投奔後金，努爾哈赤將其女松古图嫁予古爾布什。此後，对林丹汗心懷不滿的一部分喀爾喀、扎魯特台吉投靠努爾哈赤。天命九年（1624年），科爾沁部首领奥巴向努爾哈赤稱臣，首先歸附後金。次年，林丹汗發兵討伐科爾沁部，努爾哈赤命莽古爾泰、皇太極等前往救援，林丹汗被迫退兵。天命十一年（1626年），後金征巴林部、扎魯特部，掠其人口、牲畜而歸。
天聰元年（1627年），柰曼、敖漢二部歸附後金。次年，喀喇沁部歸附，皇太極發兵征察哈爾。之後，扎魯特部歸附後金。天聰四年（1630年），四子部落、阿嚕科爾沁部歸附。天聰六年（1632年），翁牛特部歸附。四月，皇太極再征察哈爾，令喀喇沁、扎魯特、敖漢、柰曼、翁牛特、巴林、科爾沁等部前來會師。但蒙古各部多不願與察哈爾交戰，兵馬“多寡不齊，遲速亦異”，有的“僅以一旅從征”。五月，後金進軍至歸化城，林丹汗南渡黃河，逃往鄂爾多斯。後金俘獲察哈爾數千人。次年，茂明安部、烏喇特部歸附。天聰八年（1634年），林丹汗病死于大草灘，察哈爾、克什克騰部眾相繼歸降。次年（1635年）四月，林丹汗之子額哲出降，獻元代傳國璽“制誥之寳”，察哈爾部滅亡，改置八旗察哈爾。鄂爾多斯部、歸化城土默特一並歸降。对于归附的漠南蒙古诸部，皇太极以建旗、划界等措施进行管理。至顺治时，蒙古诸部已编为旗，牧地边界固定。为防止蒙古诸旗联合，禁止越界互相往来。
天聰十年（1636年）四月，漠南蒙古各部王公台吉來盛京朝覲，奉皇太極為「博格达汗」。皇太極改國號為大清，改元崇德。置蒙古衙门統管蒙古事務，並派員前往歸附的蒙古各部“查戶口、編牛錄、會外藩、審罪犯、頒法律、禁姦盜”。但也規定「假如〔清〕王朝垮台，所有之前存在的法令將再次生效。」。

### 經略漠北、青海蒙古

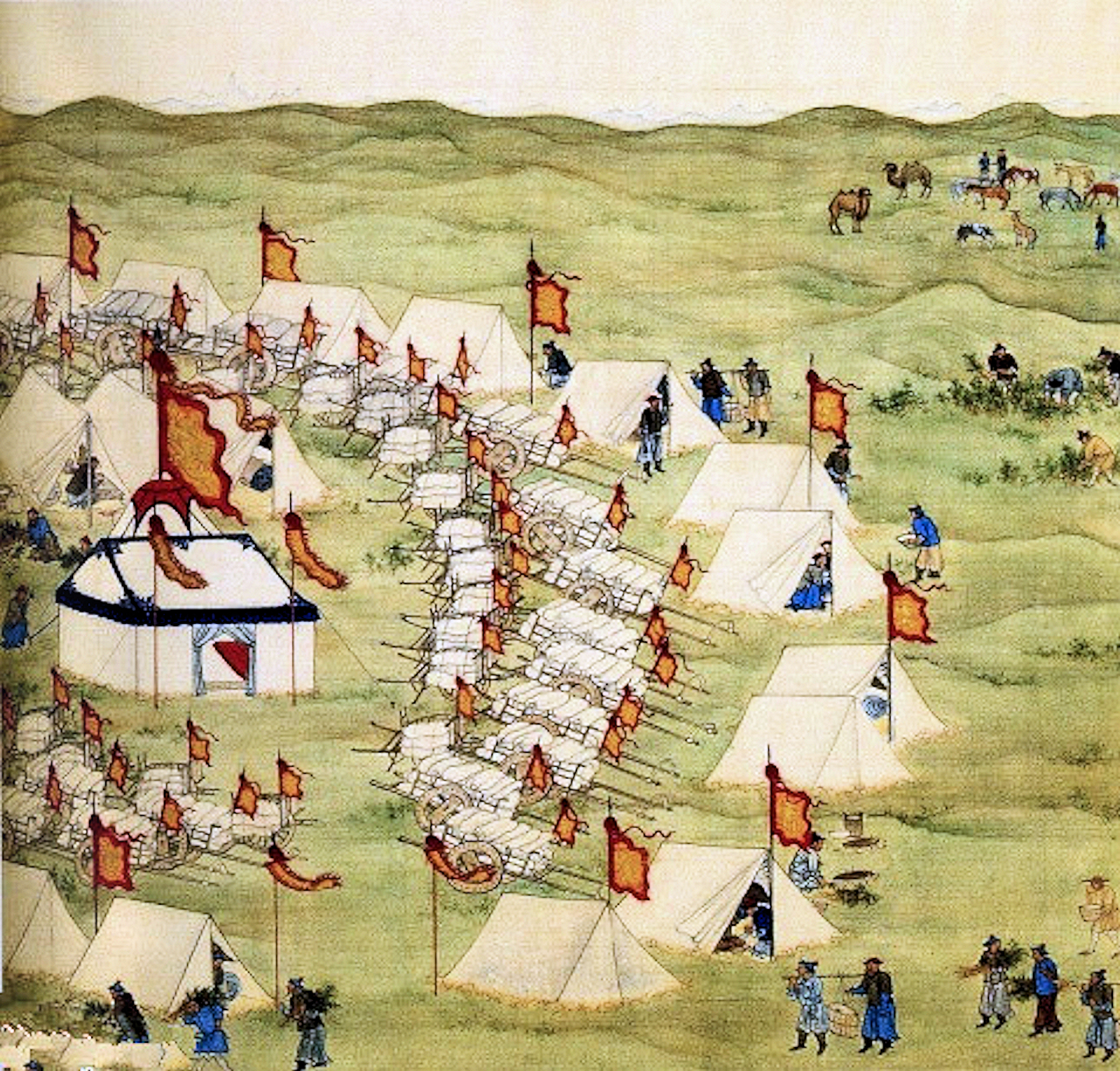
出征噶爾丹之役中克魯倫河畔的清兵營帳

天聰九年（1635年）察哈爾部滅亡，漠北、青海蒙古各部震動。漠北喀爾喀車臣汗碩壘及烏珠穆沁、蘇尼特部落首先遣使入貢。崇德二年（1637年），青海和碩特部首領圖魯拜琥（顧實汗）遣使入貢。三年（1638年），改“蒙古衙門”為理藩院。定土謝圖汗、車臣汗、札薩克圖汗貢物為八匹白馬與一匹白駝。次年，蘇尼特部首領騰機思、阿巴噶部首領多爾濟歸附。
順治九年（1652年），青海顧實汗導達賴喇嘛入覲。順治十二年（1655年），居俄羅斯額濟勒河（伏尔加河）之土爾扈特部首領書庫爾岱青遣使入貢。康熙二十七年（1688年），準噶爾部噶爾丹入侵漠北，喀爾喀三部大敗，土謝圖汗、車臣汗、札薩克圖汗部舉族南遷，歸附清朝，被安置於漠南邊內。二十九年（1690年），噶爾丹領進兵至赤峰。清軍在烏蘭布通將其擊退。噶爾丹退回漠北後，被其侄策妄阿拉布坦拒於科布多。三十年（1691年）五月，土謝圖汗察琿多爾濟、車臣汗烏默克、札薩克圖汗成衮之子策旺札布、哲布尊丹巴呼圖克圖等赴多倫諾爾朝覲康熙皇帝，史称多伦诺尔会盟。康熙皇帝封策旺札布為札薩克圖汗。次年，理藩院將漠北喀爾喀三部編旗，授札薩克璽印。三十五年（1696年），清軍三路出擊噶爾丹，康熙皇帝親率中路軍進至克魯倫河。噶爾丹西退，在昭莫多被西路清軍擊潰。三十六年（1697年），漠北平定，喀爾喀三部遷回故地遊牧。

### 平定準噶爾

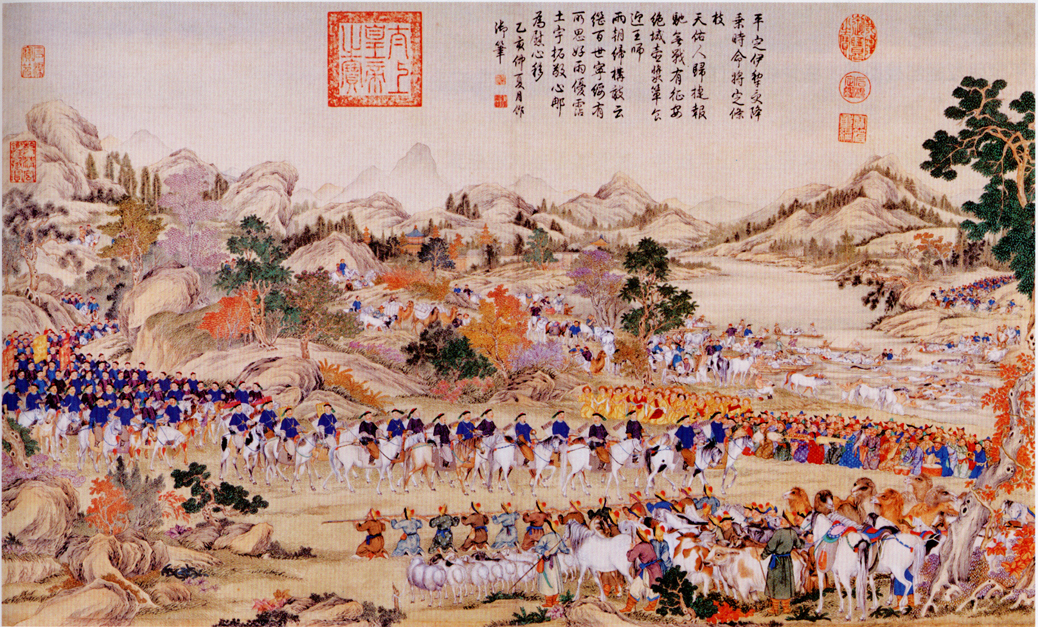
清軍進駐伊犁

康熙五十五年（1716年），準噶爾汗策妄阿拉布坦派大策零敦多布領兵入西藏，次年攻佔拉薩，殺死和碩特部拉藏汗。五十九年（1720年），清軍將準噶爾軍逐出西藏。雍正元年（1723年），青海和碩特部親王羅卜藏丹津自號“達賴琿台吉”，舉兵反清。次年（1724年），清軍平定叛亂，將青海蒙古各部編為二十九旗，授以札薩克，不久設置西寧辦事大臣管理青海。雍正九年（1731年），準噶爾汗噶爾丹策零偷襲科布多，在和通泊之战中大敗清軍，並進東至喀爾喀。十年（1732年），噶爾丹策零在光顯寺之戰中被清額駙策淩擊敗，退回準噶爾。
乾隆十年（1745年），噶爾丹策零死，諸子爭立，準噶爾陷入內亂。十八年（1753年），原臣屬於準噶爾的杜爾伯特部 (綽羅斯氏)台吉車淩、車淩烏巴什、車淩蒙克率部歸附清朝。次年（1754年），清軍收撫阿爾泰烏梁海。同時，輝特部台吉阿睦爾撒納被準噶爾汗達瓦齊擊敗，率部投奔清朝。乾隆皇帝認為消滅準噶爾時機已到。二十年（1755年），清軍分两路出征準噶爾，進佔伊犁，俘獲達瓦齊，準噶爾汗國滅亡。不久，定邊左副將軍阿睦爾撒納發動叛亂，伊犁失陷，定北將軍班第自盡。二十一年（1756年），乾隆皇帝再度调集大軍平叛，收復伊犁。二十三年（1758年），阿睦爾撒納逃奔俄羅斯，不久染天花病死。次年，清軍剿除了阿睦爾撒納殘部及“瑪哈沁”，天山北路底定。
乾隆三十六年（1771年），土爾扈特汗渥巴錫由俄羅斯遷徙至伊犁，叩關內附。清廷以其部眾為舊土爾扈特四路；以叛逃復歸的土爾扈特台吉舍稜所屬部眾為新土爾扈特部。

## 政制
蒙古各部以前划分为万户和鄂托克，清朝将其废除，代之以统一划分的扎萨克旗，以适应军、民一体的统治功能。每个旗的领土界限和它的统治者由清朝皇帝指定，这个统治者叫札萨克。札萨克在自己权限范围内实行自己的军事、行政、司法统治。
清代蒙古的基本行政單位是旗，蒙古語稱為“胡碩”，相當於满语的“固山”。旗下根據人口數設若干“佐”，蒙古語稱為蘇木。佐以下有千戶、百戶、十戶。外藩蒙古一般以一部或數部落為一盟，不过也有例外（青海河南蒙旗、西套二旗和伊克明安旗不入盟）。
旗盟的設置將原來自由遊牧的部落納入行政體制之中，使朝廷能夠有效管理蒙古各部。各氏族、部落的遊牧範圍被限制在旗界以內，不得越界放牧和遷徙（擅自越界會被重罰）。如遇重災之年，需由朝廷重新劃給牧地。這樣就避免了原先普遍存在的部落之間因爭奪牧地而產生的糾紛和混戰，抑制了動亂的發生。另一方面，朝廷在蒙古多封眾建，使原來的汗、部長（部落首領）成為僅掌管一旗的旗長，不再擁有與朝廷對抗的實力。

### 設官
外藩蒙古

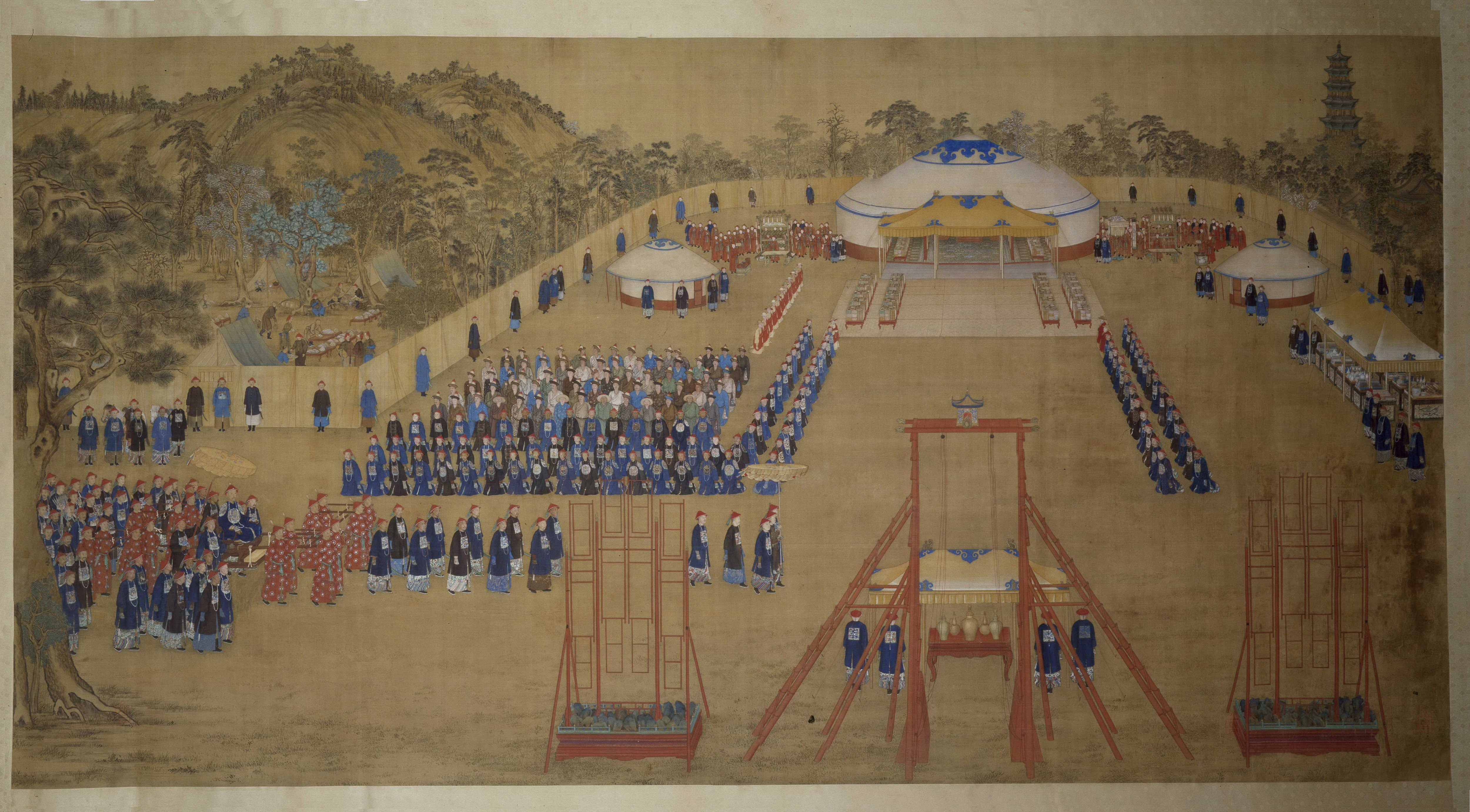
乾隆皇帝在避暑山莊宴請杜爾伯特部首領

外藩蒙古各旗長官為札薩克（扎薩克），即旗長，每旗置一人。札薩克掌管一旗政令，由原部落貴族中產生，可以世襲。札薩克下屬官吏有：
- 協理台吉（或塔布囊），每旗二人或四人，協助札薩克辦理旗務（外札薩克僅個別旗無此職務）[8]。
- 管旗章京，每旗一人；副章京（梅楞章京）每旗二人。
- 參領，每六佐領置一參領。
- 佐領，相當於里長。順治十六年（1659年）定每一百五十丁置佐領一人。後增至二百丁或二百五十丁置一人。
- 驍騎校（副佐领），員額同佐領。
- 千戶，每千戶置一人。
- 百長，每百戶置一人。
- 什長，每十戶置一人。

內屬蒙古
內屬蒙古不設盟，各旗直接隸屬於將軍、都統或駐劄大臣。各旗長官為總管，綜理一旗事務，由地方官員奏請朝廷補放。有些部落，如阿爾泰烏梁海，部分旗的總管由副都統、散秩大臣兼任。旗長為副都統者，稱“副都統旗”；為散秩大臣者，稱“散秩大臣旗”；為總管者，稱“總管旗”。內屬蒙古的佐領及以下官吏與外藩蒙古相同。

#### 駐紮大臣
在外蒙古、唐努烏梁海和科布多，各旗由駐劄大臣管轄。各將軍大臣統屬關係如下表：
| 清代烏里雅蘇臺將軍轄區                  |                    |              |      |
| 將軍                                    | 參贊大臣、辦事大臣 | 轄區         | 駐地 |
| 烏里雅蘇臺將軍 （定邊左副將軍）         |                    |              |      |
| 直轄                                    | 賽音諾顏部         | 烏里雅蘇臺城 |      |
| 直轄                                    | 札薩克圖汗部       | 烏里雅蘇臺城 |      |
| 直轄                                    | 唐努烏梁海         | 烏里雅蘇臺城 |      |
| 庫倫辦事大臣、 幫辦大臣（蒙古辦事大臣） | 土謝圖汗部         | 庫倫         |      |
| 庫倫辦事大臣、 幫辦大臣（蒙古辦事大臣） | 車臣汗部           | 庫倫         |      |
| 科布多參贊大臣                          | 科布多             | 科布多城     |      |
| 阿爾泰辦事大臣 （科布多辦事大臣）       | 阿爾泰             | 承化寺       |      |
| 布倫托海辦事大臣                        | 布倫托海           | 布倫托海     |      |

### 會盟
外藩蒙古的盟由會盟習俗演變而來。清代內蒙古設六盟；外蒙古設四盟；科布多杜爾伯特設左右翼二盟，新土爾扈特設一盟；新疆舊土爾扈特設四路盟；中路和碩特設一盟；西套蒙古不設盟。各部落每三年一會盟，設盟長、副盟長各一人，於該盟所屬各旗札薩克、閒散王公內簡選。青海厄魯特蒙古各部由西寧辦事大臣主持會盟，不設盟長。盟的主要職能是對各旗札薩克進行監管，調解各旗間的糾紛，“清理刑名，編審丁籍”，另外還要檢閲各旗兵馬、武器。

### 封爵

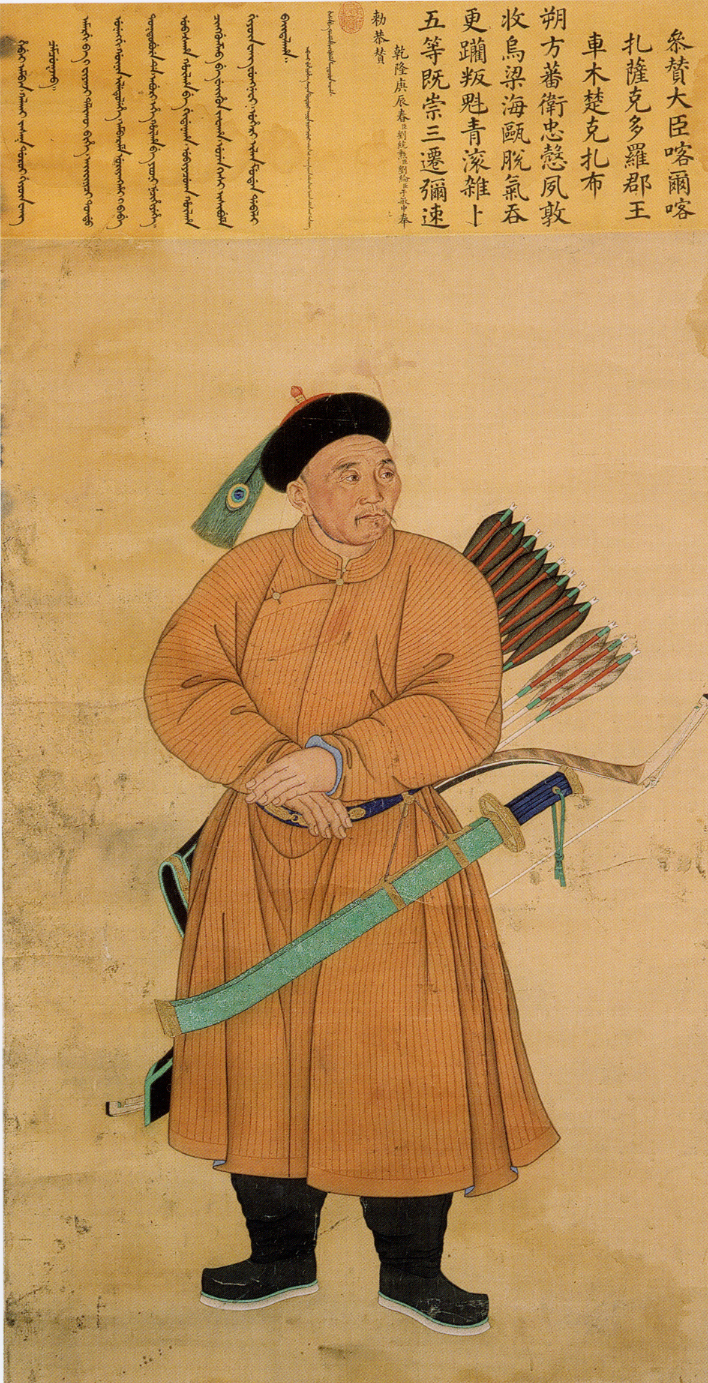
賽音諾顏部郡王車木楚克扎布畫像

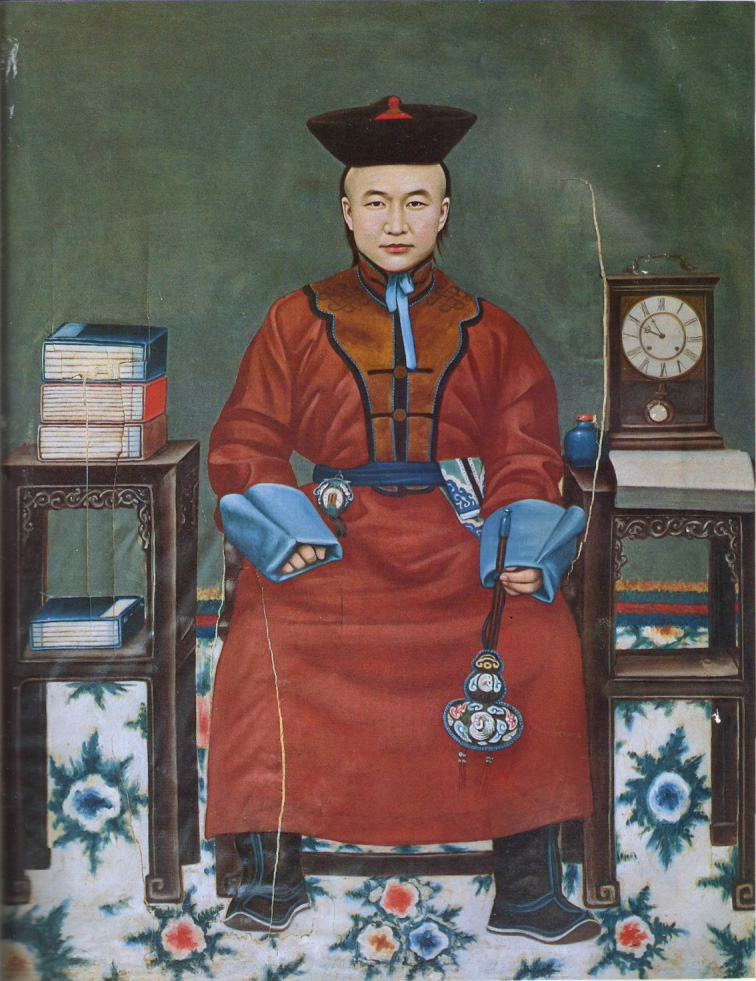
清末土謝圖汗那遜綽克圖畫像

蒙古札薩克之爵位有札薩克和碩親王、札薩克多羅郡王、札薩克多羅貝勒、札薩克固山貝子、札薩克鎮國公、札薩克輔國公、一至四等札薩克台吉（或一至四等塔布囊）。有爵位而非札薩克者，稱為閒散王公、閒散台吉，他們不同於滿清宗室，爵位不會被降級。
少數外札薩克可以保留名譽上的汗號，地位在親王之上，分別是：
- 土謝圖汗：喀爾喀土謝圖汗部
- 車臣汗：喀爾喀車臣汗部
- 札薩克圖汗：喀爾喀札薩克圖汗部
- 杜爾伯特汗：衛拉特杜爾伯特部
- 舊土爾扈特汗（卓里克圖汗）：衛拉特舊土爾扈特部

### 法令
清太宗崇德八年（1643年），理藩院將原先對蒙古地區頒佈的零散法規進行整理，編為《蒙古律書》，是清代第一部系統的蒙古法律。順治、康熙年間，針對蒙古地區制定的禮儀、制度趨於完備。康熙六年（1667年），頒行《康熙六年增定蒙古律書》。康熙二十九年（1690年），《大清會典》編成，其中理藩院四卷，修訂了清太宗以來頒行的蒙古律法，共計七十七條。乾隆二十九年（1746年）重修《大清會典》，理藩院部分增為五卷。乾隆三十一年（1766年），正式頒行《蒙古律例》十二卷，對蒙古各部的官銜、戶口、差役徭役、朝貢、會盟、邊防、刑名、斷獄、喇嘛事例等做了詳細規定。嘉慶年間，理藩院認為蒙古事務“较先增繁”，原有《蒙古律例》已不敷用，開始編修《理藩院則例》。嘉慶二十年（1815年），《理藩院則例》成書。嘉慶《理藩院則例》在體例上打破理藩院各司職能範圍，改以行政事務劃分篇目，成為後來續修的通例。道光三年（1823年），對《理藩院則例》重新修訂，四年後告竣。光緒十六年（1890年），最後一次修訂《理藩院則例》，增加了“捐輸”一卷，共七十卷，於光緒十八年頒行。

### 朝覲
外藩蒙古各旗札薩克均須定期前往京師（北京）或熱河覲見皇帝，稱為年班。札薩克還須每年向皇帝進獻貢物，貢物主要是牲畜及畜產品。例如外蒙古喀爾喀三汗每年的貢物為八匹白馬與一匹白駱駝，謂之“九白”。作為回報，皇帝將內地出產的綢緞、瓷器與金銀器賞賜給札薩克，價值通常超過貢品，至少與之相當。各部入貢的貢道有：山海關、喜峰口、古北口、張家口、獨石口、殺虎口。

## 盟、部、旗

清代蒙古的主要盟旗

嘉庆二十五年（1820年），蒙古各盟、部、旗有：

### 內屬蒙古

#### 察哈爾
口外遊牧察哈爾八旗統屬於察哈爾都統。
- 鑲黃旗察哈爾
- 正黃旗察哈爾
- 鑲紅旗察哈爾
- 正紅旗察哈爾
- 鑲白旗察哈爾
- 正白旗察哈爾
- 鑲藍旗察哈爾
- 正藍旗察哈爾

#### 歸化城土默特
歸化城土默特二旗統屬於綏遠城將軍。
- 歸化城土默特右旗（乾隆年间合二为一）
- 歸化城土默特左旗（乾隆年间合二为一）

#### 唐努烏梁海
唐努烏梁海五旗隸屬於烏里雅蘇臺將軍。
- 唐努旗
- 薩拉吉克旗
- 托錦旗
- 庫布蘇庫勒諾爾旗
- 奇木奇克河旗

#### 科布多內屬各部
科布多各部統屬於科布多參贊大臣。
- 札哈沁部 二旗
  - 札哈沁總管旗
  - 札哈沁三等信勇公旗（世襲總管）
- 科布多額魯特部 一旗
  - 額魯特總管旗
- 明阿特部 一旗
  - 明阿特旗
- 阿爾泰烏梁海 七旗（光緒末改屬阿爾泰）
  - 阿爾泰烏梁海左翼副都統旗
  - 阿爾泰烏梁海左翼散秩大臣旗
  - 阿爾泰烏梁海左翼總管旗二
  - 阿爾泰烏梁海右翼散秩大臣旗
  - 阿爾泰烏梁海右翼總管旗二
- 阿爾泰淖爾烏梁海 二旗
  - 阿爾泰淖爾烏梁海總管旗二（世袭总管，後归属俄罗斯）

#### 呼倫貝爾內屬各部
呼倫貝爾各部十七旗，隸屬于呼倫貝爾副都統銜總管。
- 巴爾虎，分陈巴尔虎（索伦两旗）和新巴尔虎（新巴尔虎八旗）
- 早期由额鲁特贝子下属之佐领拨出编为一旗驻呼伦贝尔（陈额鲁特），後來杜爾伯特部（綽羅斯氏）二等台吉博東齊和布圖庫在乾隆二十二年（1757年）由額爾齊斯河徙牧呼倫貝爾（新额鲁特），亦编入呼伦贝尔额鲁特镶黄旗

### 外藩蒙古

#### 內札薩克蒙古
- 哲里木盟
  - 科爾沁部 六旗
    - 科爾沁右翼旗（科爾沁右翼中旗）
    - 科爾沁右翼前旗
    - 科爾沁右翼後旗
    - 科爾沁左翼旗（科爾沁左翼中旗）
    - 科爾沁左翼前旗
    - 科爾沁左翼後旗

  - 扎賚特部 一旗
    - 扎賚特旗

  - 杜爾伯特部（博爾濟吉特氏） 一旗
    - 杜爾伯特旗

  - 郭爾羅斯部 二旗
    - 郭爾羅斯前旗
    - 郭爾羅斯後旗
- 昭烏達盟（統屬於熱河都統）
  - 敖漢部 一旗
    - 敖漢旗

  - 柰曼部 一旗
    - 奈曼旗

  - 巴林部 二旗
    - 巴林右翼旗
    - 巴林左翼旗

  - 扎魯特部 二旗
    - 扎魯特右翼旗
    - 扎魯特左翼旗

  - 翁牛特部 二旗
    - 翁牛特右翼旗
    - 翁牛特左翼旗

  - 阿嚕科爾沁部 一旗
    - 阿嚕科爾沁旗

  - 克什克騰部 一旗
    - 克什克騰旗

  - 喀爾喀左翼部 一旗
    - 喀爾喀左翼旗
- 卓索圖盟（統屬於熱河都統）
  - 喀喇沁部 三旗
    - 喀喇沁右翼旗
    - 喀喇沁左翼旗
    - 喀喇沁中旗

  - 土默特部 二旗
    - 土默特右翼旗
    - 土默特左翼旗（附唐古特喀爾喀旗）
- 錫林郭勒盟
  - 烏珠穆沁部 二旗
    - 烏珠穆沁右翼旗
    - 烏珠穆沁左翼旗

  - 阿巴哈納爾部 二旗
    - 阿巴哈納爾右翼旗
    - 阿巴哈納爾左翼旗

  - 浩齊特部 二旗
    - 浩齊特右翼旗
    - 浩齊特左翼旗

  - 阿巴噶部 二旗
    - 阿巴噶右翼旗
    - 阿巴噶左翼旗

  - 蘇尼特部 二旗
    - 蘇尼特右翼旗
    - 蘇尼特左翼旗
- 烏蘭察布盟
  - 四子部落 一旗
    - 四子部落旗

  - 茂明安部 一旗
    - 茂明安旗

  - 烏喇特部 三旗
    - 烏喇特前旗
    - 烏喇特中旗
    - 烏喇特後旗

  - 喀爾喀右翼部 一旗
    - 喀爾喀右翼旗
- 伊克昭盟
  - 鄂爾多斯部 七旗
    - 鄂爾多斯左翼中旗
    - 鄂爾多斯左翼前旗
    - 鄂爾多斯左翼後旗
    - 鄂爾多斯右翼中旗
    - 鄂爾多斯右翼前旗
    - 鄂爾多斯右翼後旗
    - 鄂爾多斯右翼前末旗

#### 外札薩克蒙古

##### 外蒙古
外蒙古四部兵統屬於烏里雅蘇臺將軍，土謝圖汗部、車臣汗部民政隸屬於庫倫辦事大臣；賽音諾顏部、札薩克圖汗部民政隸屬於烏里雅蘇臺將軍。
- 汗阿林盟
  - 土謝圖汗部 二十旗
    - 土謝圖汗旗、中旗、中次旗、中左旗、中左翼末旗、中右旗、中右末旗、左翼中旗、左翼中左旗、左翼前旗、左翼左中末旗、左翼右末旗、左翼末旗、左翼後旗、右翼左旗、右翼左後旗、右翼左末旗、右翼右旗、右翼右末旗、右翼右末次旗

- 克魯倫巴爾和屯盟
  - 車臣汗部 二十三旗
    - 車臣汗旗、左翼中旗、中右旗、右翼中旗、中末旗、中左旗、中後旗、左翼前旗、右翼中右旗、左翼後旗、左翼後末旗、右翼後旗、中末右旗、右翼中左旗、右翼前旗、右翼左旗、中末次旗、左翼右旗、中右後旗、左翼左旗、中左前旗、中前旗、右翼中前旗

- 齊齊爾里克盟
  - 賽音諾顏部 二十二旗
    - 賽音諾顏旗、中左旗、中左末旗、中右旗、中右翼末旗、中前旗、中後旗、中後末旗、中末旗、左翼中旗、左翼左旗、左翼左末旗、左翼右旗、右翼中左旗、右翼中右旗、右翼中末旗、右翼左末旗、右翼末旗、右翼前旗、右翼右後旗、右翼後旗、右末旗

  - 附 額魯特部 （準噶爾部） 二旗
    - 額魯特貝子旗（額魯特旗）
    - 額魯特前旗

- 札克畢賴色欽畢都里雅諾爾盟
  - 札薩克圖汗部 十八旗
    - 札薩克圖汗旗（右翼左旗）、中左翼左旗、中左翼右旗、中左翼末旗、中右翼左旗、中右翼末旗、中右翼末次旗、左翼中旗、左翼左旗、左翼右旗、左翼前旗、左翼後旗、左翼後末旗、右翼前旗、右翼後旗、右翼後末旗、右翼右旗、右翼右末旗

  - 附 輝特部 一旗
    - 輝特旗

##### 科布多所屬札薩克旗
科布多各部統屬於科布多參贊大臣。
- 杜爾伯特部 (綽羅斯氏) 十四旗（左右翼賽音濟雅哈圖盟）
  - 杜爾伯特左翼 十一旗（賽音濟雅哈圖左翼盟）
    - 杜爾伯特汗旗（特固斯庫魯克達賴汗旗）
    - 杜爾伯特左翼中旗
    - 杜爾伯特左翼中左旗
    - 杜爾伯特左翼中前旗
    - 杜爾伯特左翼中後旗
    - 杜爾伯特左翼中上旗
    - 杜爾伯特左翼中下旗
    - 杜爾伯特左翼中前左旗
    - 杜爾伯特左翼中前右旗
    - 杜爾伯特左翼中後左旗
    - 杜爾伯特左翼中後右旗

  - 杜爾伯特右翼 三旗（賽音濟雅哈圖右翼盟）
    - 杜爾伯特右翼前旗
    - 杜爾伯特右翼前右旗
    - 杜爾伯特右翼中右旗

  - 附 輝特部 二旗
    - 輝特下前旗（附杜爾伯特左翼）
    - 輝特下後旗（附杜爾伯特右翼）

- 新土爾扈特部 二旗（青塞特奇勒圖盟，光緒末改屬阿爾泰）
  - 新土爾扈特左旗
  - 新土爾扈特右旗

- 新和碩特部 一旗（光緒末改屬阿爾泰）
  - 新和碩特旗

##### 西套蒙古
西套蒙古二旗不設盟。
- 阿拉善厄魯特旗
- 額濟納土爾扈特旗

##### 青海蒙古各部
青海蒙古原不設盟長，由西寧辦事大臣主持會盟。道光三年（1823年）分為左、右翼二盟。
- 青海和碩特部 二十旗
  - 和碩特前頭旗
  - 和碩特前左翼頭旗
  - 和碩特北前旗
  - 和碩特北右翼旗
  - 和碩特北左翼旗
  - 和碩特北左末旗
  - 和碩特北右末旗
  - 和碩特東上旗
  - 和碩特南左翼中旗
  - 和碩特南左翼後旗
  - 和碩特南左翼末旗
  - 和碩特南右翼中旗
  - 和碩特南右翼後旗
  - 和碩特南右翼末旗
  - 和碩特西前旗
  - 和碩特西後旗
  - 和碩特西左翼後旗
  - 和碩特西右翼後旗
  - 和碩特西右翼中旗
  - 和碩特西右翼前旗
- 青海輝特部 一旗
  - 輝特南旗
- 青海綽羅斯部 二旗
  - 綽羅斯北中旗
  - 綽羅斯南右翼頭旗
- 青海土爾扈特部 四旗
  - 土爾扈特西旗
  - 土爾扈特南前旗
  - 土爾扈特南中旗
  - 土爾扈特南後旗
- 青海喀爾喀部 一旗
  - 喀爾喀南右旗

##### 新疆蒙古各部
新疆蒙古各部統於伊犁將軍。
- 烏訥恩素珠克圖盟，即舊土爾扈特部
  - 南路烏訥恩素珠克圖盟
    - 南路舊土爾扈特部
      - 南路舊土爾扈特卓里克圖汗旗
      - 南路舊土爾扈特中旗
      - 南路舊土爾扈特右旗
      - 南路舊土爾扈特左旗

  - 北路烏訥恩素珠克圖盟
    - 北路舊土爾扈特部
      - 北路舊土爾扈特旗
      - 北路舊土爾扈特右旗
      - 北路舊土爾扈特左旗

  - 東路烏訥恩素珠克圖盟
    - 東路舊土爾扈特部
      - 東路舊土爾扈特右旗
      - 東路舊土爾扈特左旗

  - 西路烏訥恩素珠克圖盟
    - 西路舊土爾扈特部
      - 西路舊土爾扈特部旗

- 巴圖塞特奇勒圖盟，即中路和碩特部
  - 中路和碩特中旗
  - 中路和碩特中右旗
  - 中路和碩特中左旗

##### 黑龍江蒙古各部
黑龍江额鲁特一旗統屬於黑龍江將軍。
- 依克明安旗

### 遊牧喇嘛部落
- 錫哷圖庫倫札薩克喇嘛，於盛京法庫邊外遊牧（喇嘛旗）
- 察漢諾門罕札薩克喇嘛，附青海蒙古遊牧（喇嘛旗）
- 哲布尊丹巴呼圖克圖，附喀爾喀土謝圖汗部遊牧（沙毕纳尔）
- 額爾德尼班第達呼圖克圖，附喀爾喀賽音諾顏部遊牧（沙毕纳尔）
- 札牙班第達呼圖克圖，附喀爾喀賽音諾顏部遊牧（沙毕纳尔）
- 青蘇珠克圖諾門罕，附喀爾喀賽音諾顏部遊牧（沙毕纳尔）
- 那魯班禪呼圖克圖，附喀爾喀札薩克圖汗部遊牧（沙毕纳尔）

## 宗教

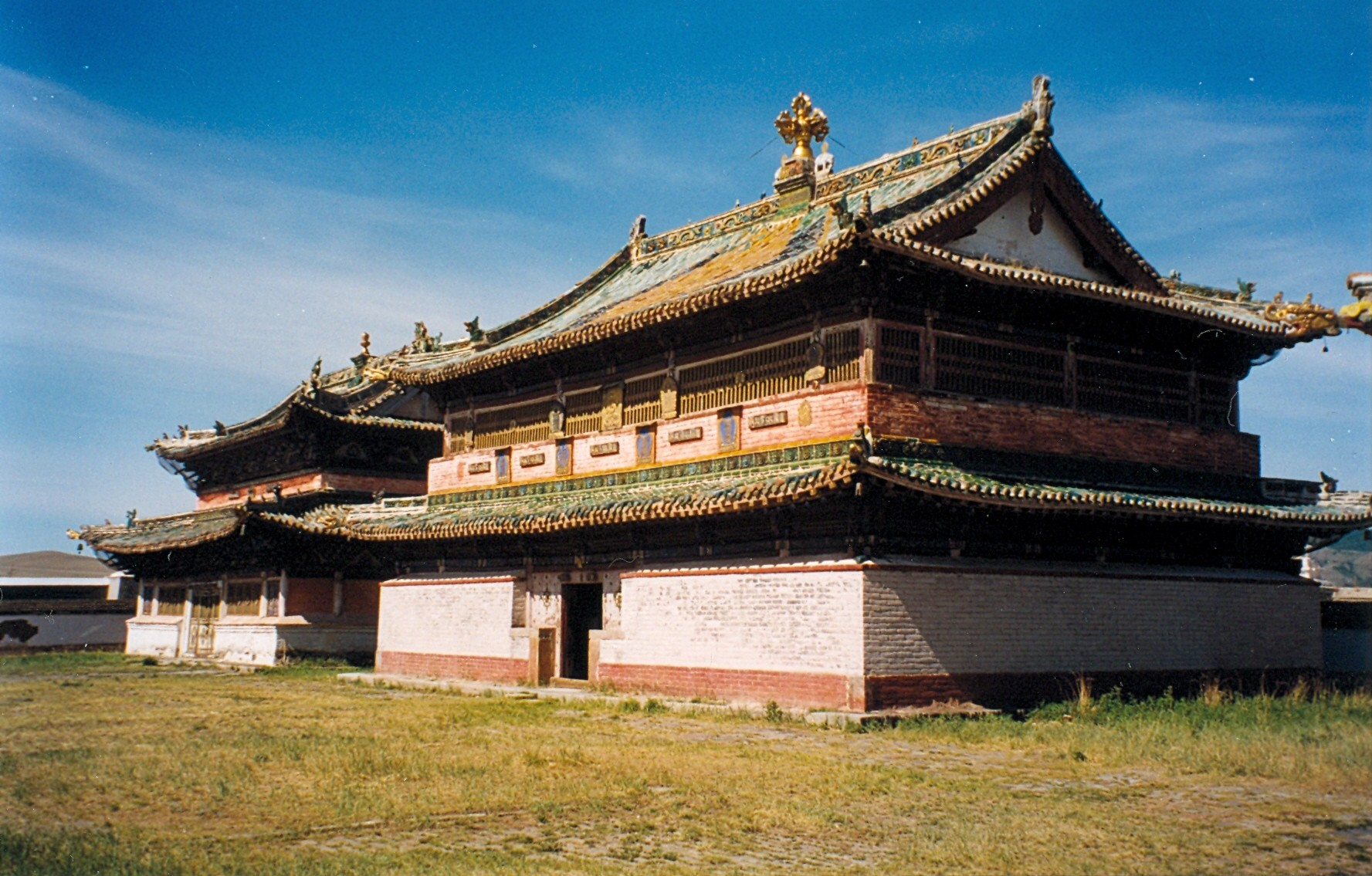
土謝圖汗旗境內的光顯寺

清代蒙古流行的主要宗教是藏傳佛教，其中以黃教（格魯派）佔統治地位。明末清初，紅教（寧瑪派）在蒙古式微，黃教迅速發展，並出現了兩大轉世活佛系統，即章嘉呼圖克圖與哲布尊丹巴呼圖克圖。清代大漠南北寺廟廣佈，以多倫諾爾的匯宗寺、固陽的五當召（廣覺寺），庫倫的甘丹寺、土謝圖汗部的慶寧寺最為著名。據粗略估計，清代末期蒙古男子出家當喇嘛的比例達到三分之一以上。在較為偏遠的蒙古北部，仍有傳統的薩滿教信仰。

### 駐京喇嘛
章嘉呼圖克圖、青海的敏珠爾呼圖克圖、西藏的噶勒丹錫哷圖呼圖克圖與濟嚨呼圖克圖常駐京城，直接供職於朝廷，被封為國師、禪師，地位在雍和宫總堪布之上。

### 遊牧喇嘛
對於哲布尊丹巴等在原地遊牧的大喇嘛，朝廷授予呼圖克圖、諾門罕、札薩克喇嘛等稱號，統稱為遊牧喇嘛部落。遊牧喇嘛以其主寺為中心，擁有大量土地和屬民，在行政上獨立於札薩克旗之外（他們和札薩克一樣有治事權），被視為獨立區域，俗稱喇嘛旗。只有盛京邊外的錫哷圖庫倫札薩克喇嘛、青海的察漢諾門罕札薩克喇嘛是典型的喇嘛旗。外蒙古的五个游牧喇嘛部落称为“沙毕”（意思是“门徒”）均为被理藩院入册登记的转世呼图克图所掌管，但那些呼图克图从未一直转世过某一个家族，掌印喇嘛职衔也从未有过世袭。

## 社會經濟

### 遊牧經濟
清代蒙古社會的主要階層有王公貴族、喇嘛、平民。王公貴族主要是有封爵的札薩克與閒散王公、台吉。呼圖克圖等大喇嘛及其所屬的寺廟僧侶構成了喇嘛階層。平民（音译“阿拉特”）分為旗民（音译“阿勒巴圖”）和寺廟屬民（沙畢）。旗民即札薩克旗下所屬百姓，又有蘇木屬民（音译“蘇木阿勒巴圖”）和農牧奴（音译“哈姆傑爾格”）之分。蘇木屬民沒有土地所有權，在札薩克撥給的土地上遊牧，向官府納實物稅、服勞役，未經允許不得遷出本旗（有二十頭羊的牧民每年缴一頭羊作税）。農牧奴是蒙古贵族包括札薩克和閒散王公、台吉的私人家奴。在法律上，札薩克只能依靠朝廷發放的俸祿、養廉銀和農牧奴過活。但是隨著政治制度的廢弛，札薩克經常通過篡改戶籍、放高利貸等手段強佔並隱匿蘇木屬民，或直接向其勒索稅役。另外，經官府判刑的罪犯被充為奴隸，也成為農牧奴階層的補充。

### 寺廟經濟
蒙古的喇嘛寺廟，通過接受朝廷賞賜、王公貴族的佈施或直接向旗民勒索，聚集了大量土地、資財和屬民，並享有免稅權。活佛、喇嘛不事生産，專由寺廟屬民供養。寺廟屬民在蒙古語中稱為“沙畢”（為梵語沙彌借詞，一作“沙比”，原意為弟子）。沙畢大多來自旗民，被札薩克獻給活佛後便成為寺廟的私奴，不再歸官府管轄。沙畢除了修建廟宇，為寺廟放牧、運輸貨物外，還要供給喇嘛去各種聖地朝拜。外蒙古哲布尊丹巴呼圖克圖擁有的屬民眾多，以至需要設立專門的衙門管轄「沙畢納爾」（另译“庙丁”，指蒙古僧侣领主所辖属民和徒众），並任命「商卓特巴」（掌管庫務）進行管理。由於官府對寺廟免稅，而且越來越多的蒙古男子願意出家當喇嘛，使更加沉重的稅役負擔轉移到普通旗民身上。
此外，寺廟喇嘛還利用其財產從事各種經營活動，如入股商號以及放高利貸。於是在一些大寺廟附近形成了商業圈，促進了城鎮的發展。

### 城鎮化
逐水草而居的蒙古部落本無城鎮。明嘉靖年間，土默特俺答汗為與明互市，在山西邊外修築了歸化城（呼和浩特）。清代以後，隨著漢民的大量遷入，歸化城成為內蒙古最大的城市。雍正五年（1727年），中俄簽訂《布連斯奇條約》，確定中俄於蒙古北部的買賣城和恰克圖互市。在西征準噶爾的過程中，清軍又修築了烏里雅蘇臺城、科布多城、鄂爾坤等城鎮以資駐守。後來，在商貿、駐軍和寺廟經濟的推動下，位于土謝圖汗部中旗境內的哲布尊丹巴呼圖克圖駐地庫倫成為外蒙古最大的城鎮，並以庫倫為中心，形成了連貫南北、東西的塞北商路。

### 商業貿易
清代初年，蒙古與漢地的貿易主要限於歸化城、張家口和多倫諾爾三處。乾隆中期，隨著漠北局勢的穩定，漢商被允許到蒙古各地進行貿易。起初，朝廷對進入蒙古地區的漢商進行嚴格限制。漢商必須申領「票照」（类似于现代的通行证），票照對經商的地區、期限與允許的商品類別做出規定，違者給予罰沒貨物。漢商不得娶蒙古女子，漢人女子也不得進入蒙古。但是隨著商品經濟的發展，蒙古王公、喇嘛也從漢地貨物中獲得可觀的利益，於是加入漢人商圈，或直接與漢人聯營商號。同時，朝廷也越來越倚仗漢商的繳納的稅金，不得不放寬漢人經商的各種限制。
漢人由山西北部右玉縣的殺虎口到歸化城一帶經商，被稱為“走西口”。由歸化城向北至庫倫，再到中俄邊境的買賣城、恰克圖，是蒙古最重要的商路。另一條商路由庫倫向西，經烏里雅蘇臺城、科布多城、阿爾泰烏梁海到達中亞哈薩克地區。漢商得以沿著商路進入蒙古，從內地運來茶葉、綢緞、布匹、瓷器、麵粉，再出口至俄羅斯；同時收購蒙古人的牲畜及毛皮製品，以及俄國的貂皮、金屬製品。到清代中期，漢人商號已遍佈蒙古各大城鎮，控制了蒙古的商業和中俄貿易。在庫倫，漢商建有自己的貨棧、商鋪和住宅，並大量租用寺廟的房屋，“把庫倫變成為整個外蒙古的商業批發和零售中心”。

## 文化
清代蒙古社會的主流信仰是藏傳佛教，在文化上也深受藏族影響。在史學方面，較著名的有成書於道光年間的私撰史書《水晶鑒》和《寶貝念珠》。烏拉特中旗喇嘛金巴道爾吉撰寫的《水晶鑒》，以藏傳佛教格魯派的世界觀敍述了西藏、蒙古和漢地的歷史、地理，以及佛教的傳播和高僧事跡。《寶貝念珠》的作者噶爾丹，曾擔任過土謝圖汗部旗盟衙門的筆貼式。《寶貝念珠》以天地開辟為首，敍及印度和西藏王臣的起源，接以蒙古歷史，對喀爾喀部歷史的記述尤為詳細。其他史書有罗卜藏丹津的《黄金史》、却札木蘇的《金輪千輻》、納塔老翁的《黄金數珠》、拉西彭楚克的《水晶念珠》等。清代蒙古史書除了繼承前代西藏史籍的傳統外，更多地利用漢文和滿文史料，蒙、藏、漢、滿之間的關係也成為史書中的重要內容。如《水晶鑒》中不僅收錄了唐代玄奘取經的路綫，還詳細記載了蒙古各部歸附清朝的具體時間和經過，以及清代前期的重大歷史事件。這一時期蒙古史籍的另一特點是在書中列舉參考和徵引書目，留下了丰富的蒙古文書目資料。
在考據之風盛行的清代，漢人學者也更加注重對蒙古歷史、地理的研究。祁韻士的《皇朝藩部要略》、張穆的《蒙古遊牧記》、何秋濤的《朔方備乘》是其中的代表作。晚清時期，中國學者接觸到外國有關蒙古歷史的著作，對於《元史》的研究也到達一個新的高度，出現了洪鈞的《元史譯文證補》、柯劭忞的《新元史》、屠寄的《蒙兀兒史記》（後二者均成書于民國初年）等重要著作。
在文學藝術方面，漢文小說、詩詞和京劇在蒙古社會上層產生了很大影響。清代的著名小說，如《聊齋志異》、《紅樓夢》等，成書不久就傳入蒙古地區。清代後期的蒙古文學家尹湛納希著有長篇章回體小說《青史演義》及《泣紅亭》、《一層樓》，並有詩稿傳世。喀爾喀土謝圖汗部郡王車林巴博王府收集的京劇、昆曲劇本眾多，後世稱之為“車王府曲本”。在民間文學中，出現了“巴達爾欽”和“巴朗僧格”的傳說，一種名為“烏克”的評話開始流行，一些西藏和印度的民間故事也被吸收到蒙古文學中來。

## 清朝統治的結束

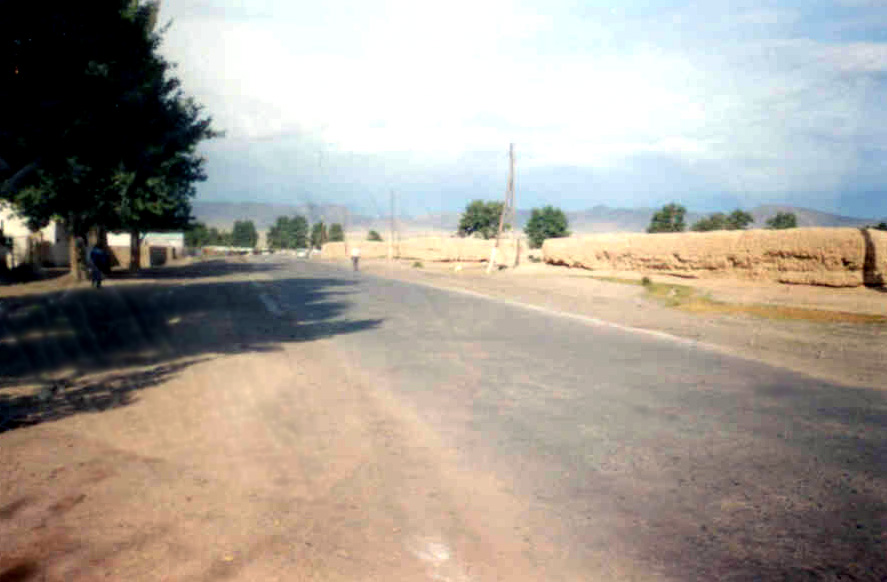
道路右側為科布多參贊大臣衙署遺址

嘉慶、道光以降，清朝走向衰落的同時俄羅斯重新開始覬覦蒙古。同治三年（1864年），中俄簽訂《勘分西北界約記》，科布多西北的阿爾泰淖爾烏梁海二旗及唐努烏梁海部分地方割讓予俄羅斯帝國。同治八年至九年（1870年）間，俄國又通過《烏里雅蘇臺界約》、《科布多界約》、《塔爾巴哈臺界約》奪取了部分蒙古遊牧地區。光緒末年，清廷推行新政，廢除了長期的「蒙禁」而在內外蒙古引入漢人墾荒設厰，嚴重侵害了蒙古人的生計，引起蒙古王公台吉的不滿。
宣統三年（1911年），武昌起義爆發後庫倫的哲布尊丹巴呼圖克圖也宣布外蒙古脫離清朝獨立，建立博克多汗國，清軍駐守的科布多也於1912年被蒙古軍隊攻佔。內蒙古等地區則一度淪為中國北洋軍閥和蒙古博克多汗國爭奪的戰場。1914年俄國控制了唐努烏梁海，1944年最終將其併入蘇聯。